# Tennis ai III Giochi olimpici giovanili estivi
Le gare di tennis dei III Giochi olimpici giovanili estivi si sono svolte tra il 7 ed il 14 ottobre 2018 al Buenos Aires Lawn Tennis Club. Sono state assegnate medaglie in cinque specialità: singolare e doppio maschile e femminile e doppio misto. Nei tornei in singolare hanno partecipato trentadue tennisti, nel doppio ragazzi e ragazze sono sedici coppie mentre nel doppio misto hanno giocato trentadue coppie. A differenza che nelle Olimpiadi, potevano partecipare nel doppio anche coppie formate da tennisti di diversa nazionalità.

## Podi

### Ragazzi
| Evento                       | Oro                                          | Argento                                     | Bronzo                            |
| Singolare ragazzi (dettagli) | Hugo Gaston                                  | Facundo Díaz Acosta                         | Gilbert Soares                    |
| Doppio ragazzi (dettagli)    | Argentina Sebastián Báez Facundo Díaz Acosta | Squadra mista Adrian Andreev Rinky Hijikata | Francia Hugo Gaston Clement Tabur |

### Ragazze
| Evento                       | Oro                                  | Argento                       | Bronzo                      |
| Singolare ragazze (dettagli) | Kaja Juvan                           | Clara Burel                   | María Camila Osorio Serrano |
| Doppio ragazze (dettagli)    | Squadra mista Kaja Juvan Iga Świątek | Giappone Yuki Naito Naho Sato | Cina Wang Xinyu Wang Xiyu   |

### Misto
| Evento                  | Oro                              | Argento                                            | Bronzo                          |
| Doppio misto (dettagli) | Giappone Yuki Naito Naoki Tajima | Colombia María Camila Osorio Serrano Nicolás Mejía | Francia Clara Burel Hugo Gaston |